# 青列車 (バレエ)
『青列車』（あおれっしゃ、仏: Le Train Bleu）は、セルゲイ・ディアギレフが率いるバレエ・リュスが1924年に上演した、1幕からなるダンス・オペレッタ（バレエ）、またこのバレエのためにダリウス・ミヨーが作曲したバレエ音楽。

## 概要
地中海に面する当時最先端のヴァカンス地であったコート・ダジュールの海水浴場を舞台としており、ここと、パリなど北フランスを結ぶ夜行列車「青列車」からタイトルが付けられた。
すでに『青い神』（1912年）、『パラード』（1917年）でバレエ・リュスのために台本を書いていたジャン・コクトーが、宙返りなどのアクロバティックな能力を持ったバレエ・リュスのダンサー、アントン・ドーリンの動きを活かすために企画し、ディアギレフに売り込んだことがきっかけとなって成立した。音楽はダリウス・ミヨー、振付はブロニスラヴァ・ニジンスカ、衣装はココ・シャネル、美術はアンリ・ローランス（Henry Laurens）が担当した。
シャネルがデザインしたファッションや、海水浴、日焼けオイル、フラッシュ付小型カメラといった、当時の最先端の流行が取り入れられており、特定の筋書きは持っていない。
初演は1924年6月20日、パリ、シャンゼリゼ劇場におけるバレエ・リュスの公演において行われ（指揮：アンドレ・メサジェ）、ニジンスカによるテニスや水泳の動きを取り入れた斬新な振付は評判となり、人気作品となった。しかし、ドーリンの退団（1925年）に伴い、彼のパートを踊れるダンサーがいなくなったことから、バレエ・リュスのレパートリーからは外された。